# Mariana Martins
Mariana Passos Martins (ur. 11 lutego 1983) – brazylijska judoczka. Olimpijka z Sydney 2000, gdzie zajęła dziewiąte miejsce w wadze ekstralekkiej.
Startowała w Pucharze Świata w 2000. Brązowa medalistka mistrzostw panamerykańskich w 2000 roku. Zdobyła dwa medale na mistrzostwach Ameryki Południowej. 

## Letnie Igrzyska Olimpijskie 2000
| Konkurencja | Eliminacje                  | Repasaże           | Klas. końcowa |
| Konkurencja | Przeciwnik I                | Przeciwnik I       | Miejsce       |
| ----------- | --------------------------- | ------------------ | ------------- |
| 48 kg       | Anna-Maria Gradante (GER) P | Ann Simons (BEL) P | 9.            |